# 甲格黄堇
甲格黄堇（学名：Corydalis pseudodrakeana），为罂粟科紫堇属下的一个植物种。